# 维多利亚·奥皮茨
维多利亚·奥皮茨（英語：Victoria Opitz，1988年6月5日—），美国女子赛艇运动员。她曾代表美国参加世界赛艇锦标赛，获得四枚金牌，均来自女子八人单桨有舵手项目。